# Горна Козница (община Сурдулица)
 Тази статия е за селото в Сърбия.  За селото в България вижте Горна Козница.  
Горна Козница (на сръбски: Горња Козница или Gornja Koznica) е село в община Сурдулица, Пчински окръг, Сърбия. Според преброяването от 2011 г. населението му е 44 жители.

## Демография
- 1948 – 257
- 1953 – 262
- 1961 – 264
- 1971 – 215
- 1981 – 209
- 1991 – 115
- 2002 – 77
- 2011 – 44

## Етнически състав
(2002)
- 100% – сърби